# 国別コードトップレベルドメイン
国別コードトップレベルドメイン（くにべつコードトップレベルドメイン、英: country code top-level domain、ccTLD）とは、国や地域を対象に付与されている固有のトップレベルドメイン（TLD）である。ドメイン名においてその末尾に表される。

## コード体系・管理など
コード体系は原則としてISO 3166による2文字のコードに基づいているが、イギリス（.uk）のように一部例外もある。
ccTLDの取得や定義は、そのドメインを管理するレジストリ（日本では「日本レジストリサービス」）が決めている。世界中の誰でも取得できるgTLD（ジェネリックトップレベルドメイン）と違い、その国/地域に存在（在住）する団体（個人）でないと取得できないという制限があるものが多い（日本の「.jp」も同様）。ただし、一部の開発途上国では、gTLDのように誰でも取得できるようにして外貨を稼ごうとしている国もある。トンガの「.to」、ツバルの「.tv」がよく知られている。
なお、インターネット発祥国であるアメリカ合衆国には「.us」というccTLDもあるが、州政府関係を除きあまり使われておらず、「.gov」（連邦政府機関）、「.edu」（教育機関）、「.mil」（軍事機関）といったgTLDが使用されている。